# Heliconius penelamanda
Heliconius penelamanda är en fjärilsart som beskrevs av Otto Staudinger 1894. Heliconius penelamanda ingår i släktet Heliconius och familjen praktfjärilar. Inga underarter finns listade i Catalogue of Life.